# Alarsita
L'alarsita és un mineral de la classe dels arsenats. Anomenada així per Tatyana Fedorovna Semenova, Lidiya Pavlovna Vergasova, Stanislav Konstantinovich Filatov, i Vasiliy Viktorovich Ananev l'any 1994 per la seva composició, la qual conté ALumini i ARSènic.

## Característiques
L'alarsita és un arsenat de fórmula química AlAsO₄. Cristal·litza en el sistema trigonal. La seva duresa a l'escala de Mohs és d'entre 5 a 5,5.
Segons la classificació de Nickel-Strunz, l'alarsita pertany a «08.AA - Fosfats, etc. sense anions addicionals, sense H₂O, amb cations petits (alguns també amb grans)» juntament amb els següents minerals: berlinita, rodolicoïta, beril·lonita, hurlbutita, litiofosfat, nalipoïta i olimpita.